# Bahnhof Gmund (Tegernsee)
Bahnhof Gmund vasútállomás Bajorországban, Gmund am Tegernsee községben. 1883-ban nyílt meg.

## Forgalom
| Járat | Útvonal                                                            | Ütem     |
| ----- | ------------------------------------------------------------------ | -------- |
| BOB   | München – Holzkirchen – Schaftlach – Gmund (Tegernsee) – Tegernsee | óránként |